# رايدواين كلاتش (أنغلزي)
رايدواين كلاتش (بالإنجليزية: Rhydwyn, Cylch-y-Garn)‏ هي منطقة سكنية تقع في ويلز في أنغلزي.